# Jardín Botánico de La Macarena
El Jardín Botánico de La Macarena es un área ambiental protegida bajo la figura de Reserva Natural de la Sociedad Civil de Colombia que se encuentra ubicada en la vereda La Esperanza del municipio de La Macarena, Meta. La iniciativa se propone la conservación del ecosistema amazónico mediante la protección del bosque en dos predios contiguos, uno de 72 hectáreas y otro de 50 hectáreas. Estos predios, que hasta hace poco fueron dedicados a la ganadería extensiva, se encuentran hoy día y desde 2014 en proceso de recuperación. La extensión del Jardóin Botánico incluye -como reserva privada- una zona de conservación de 650 hectáreas.
El Jardín Botánico de La Macarena se ha propuesto como respuesta a la aguda crisis ambiental que para la región de la Sierra de la Macarena ha significado la deforestación indiscriminada. Para ello sus principales líneas de acción son la conservación, el registro de la fauna y la flora de la región; la producción agroecológica, la educación ambiental y la generación de espacios para el ecoturismo y el turismo comunitario.
El jardín botánico de La Macarena integra la Base Mundial de Áreas Protegidas (World Database on Protected Areas). En el área que comprende se han caracterizado, a diciembre de 2018, 1058 especies de flora, se han instalado más de 1100 plaquetas en los árboles y realizado estudios alrededor de 70 especies de peces. Son más de 200 tipos de aves en sus alrededores.
En jurisdicción del Jardín Botánico, investigadores de la Unidad Nacional de Parques Nacionales Naturales, registraron en 2017 dos especies que están en Peligro Crítico en Colombia: la danta Tapirus terrestris y el la tortuga Morrocoy Chelonoidis carbonarius. De igual forma hallaron dos especies en la categoría Vulnerable: el mono Churuco Lagothrix lagotricha y el oso palmero Myrmecophaga tridactyla. De acuerdo a la Unidad de Parques, la reserva representa una gran oportunidad para la conservación de estas especies amenazadas que requieren de ecosistemas de bosque en buen estado de conservación, beneficiándose de la presencia de relictos boscosos presentes allí.
Si bien la visita al Jardín Botánico de La Macarena es permanente a lo largo del año, junto a espacios de conservación con la Madrevieja de El Carmen, este es uno de los lugares que ha sido propuesto en el municipio como alternativa recreativa durante los meses de verano, tiempo durante el cual Caño Cristales, la principal atracción de la región, permanece cerrado.

## Historia
El Jardín Botánico es iniciativa de un grupo de ambientalistas de la ONG colombo-belga Vivos4Life, quienes en 2016, tras adquirir una finca ganadera en una zona fuertemente deforestada, inscribieron el predio como Reserva de la Sociedad Civil ante la Unidad de Parques Nacionales Naturales de Colombia. Esta propuesta hace parte de una serie de iniciativas regionales que buscan contrarrestar el impacto de la ganadería extensiva, la agroindustria y la explotación minera (en particular la petrolífera) en la región de la Sierra de la Macarena.
Según el Plan de Manejo elaborado por las fundadoras del Jardín Botánico fue en 2014 cuando adquirieron dos fincas destinadas principalmente a la actividad ganadera. Este tipo de producción agropecuaria, como sucede a lo largo y ancho de la región, significó el detrimento de los ecosistemas naturales ya que el bosque de esta importante zona de transición entre la Orinoquía, las Sabanas de La Macarena y del Yarí, la Amazonía y los Andes fue objeto de tala y quema para el establecimiento de zonas de pastoreo del ganado. Una vez adquirido el predio las propietarias iniciaron procesos de restauración, liberando zonas antes dedicadas a la ganadería para permitir el restablecimiento y ampliación de las zonas boscosas. Para ello fue construido un vivero con especies nativas para alimentar el bosque. Además también plantaron especies frutales y ornamentales que contribuyeran a ampliar la despensa y ornato del predio. Aunque la ganadería inicialmente fue vista como una actividad amenazante para el proceso que habían decidido emprender, pronto comprendieron que si querían ser ejemplo para la comunidad local no podían erradicar del todo y más teniendo en cuenta que para la zona, esta actividad constituye la principal fuente de ingresos. Además el estiércol de ganado es una fuente importante de fertilizantes para la fabricación de abonos, y cuesta nada, sólo trabajo. Pero implica un manejo de los pesticidas para el ganado.
Las gestoras del jardín botánico, además de desarrollar acciones que favorezcan la conservación in situ, conjugan acciones de conservación, producción y reconocimiento del área protegida. El contexto del proceso de paz entre el gobierno colombiano y la insurgencia de las Farc-Ep ofrecieron las condiciones y garantías para el desarrollo de la iniciativa e hicieron del Jardín Botánico de La Macarena un actor trascendente en las apuestas de construcción de paz en la región.

## Características
Por estar ubicada en el área de transición Orinoquia-Amazonia, el área del Jardín Botánico de La Macarena es un escenario ecológico muy importante para la flora y fauna de la región, en particular las aves pues en sus terrenos es posible reconocer una mezcla de especies con distribución amazónica y de distribución orinoquense. La zona es una zona llave entre La Cordillera, La Serranía de La Macarena, la Orinoquía y la Amazonía. Esta zona llave está desconectándose  por tala indiscriminada. Según la resolución que le reococe como Reserva de la Sociedad Civil, la zona, está integrada por el bosque propio ripario del caño Morrocoy, el cual ya cuenta con su respectiva ronda de protección amparada por ley. No obstante, dentro del predio esta zona se extiende y se ha decidido conservar. Un aspecto importante es la existencia de algunas especies de fauna catalogadas en estado de amenazada como el oso palmero (Myrmecophaga tridactyla), churuco (Lagothrix cf lagotricha) y Cajuches (Tayassu pecan), lo que sugiere que la zona aún conserva condiciones ecosistémicas y hábitats que favorecen su presencia.  
El predio se localiza en el Área de Manejo especial de la Macarena — AMEM, la cual fue declarada mediante el decreto Ley 1989 del 1 de septiembre de 1989, y se encuentra integrado por el PNN Sierra de la Macarena, PNN Tinigua, PNN Sumapaz y PNN Cordillera de los Picachos, así como por los Distritos de Manejo Integrado Ariari, Guayabero, DMI Macarena Norte y el DMI Macarena Sur. Estas figuras de ordenamiento del territorio poseen su respectiva delimitación y zonificación. Así las cosas, la relación de la reserva está dada con dos parques del AMEN, ya que se encuentra a aproximadamente 17 km del PNN Sierra de la Macarena y a 23 km del PNN Tinigua. La disposición espacial de la reserva la configuran como un elemento que le aporta a la conectividad de la zona a través de la persistencia de sus coberturas y de la intrincada red hídrica que confluye en el territorio y que hace parte de la cuenca del río Guaviare. Adicionalmente su ubicación aporta a la conectividad entre estos y el PNN Chiribiquete, localizado hacia la zona sur del predio a aproximadamente 82 km.  

## Objetivos del Jardín Botánico de La Macarena
El Jardín Botánico se propone garantizar por medio de su manejo y las actividades que se desarrollan en su interior la continuidad de los procesos ecológicos y evolutivos naturales para mantener la diversidad biológica, garantizar la oferta de bienes y servicios ambientales esenciales para el bienestar humano y garantizar buena parte de la permanencia del medio natural, o de algunos de sus componentes, como fundamento para la valoración social de la naturaleza. De acuerdo a la resolución que le reconoce como Reserva de la Sociedad Civil, el alcance de este objetivo se ve mediado por las siguientes actividades: acciones que conduzcan a la conservación, preservación y recuperación de poblaciones de fauna nativa; el aprovechamiento maderero doméstico y el aprovechamiento sostenible de recursos no maderables; educación ambiental; investigación básica y aplicada; producción o generación de bienes y servicios ambientales directos a la reserva e indirectos al área de influencia de la misma; construcción de tejido sociál, la extensión y la organización comunitaria.
El Jardín Botánico de La Macarena se propone la réplica ambiental de su experiencia en otros tantos espacios de la región. 

## Estrategia de ecoturismo comunitario
Como escenario para el turismo de naturaleza, la Unidad de Parques ha reconocido que dada la particularidad biogeográfica del Jardín Botánico de La Macarena, tiene un gran potencial para el turismo de naturaleza relacionado con el avistamiento de aves. Para ello, el Jardín Botánico de La Macarena se ha planteado que «a través del turismo comunitario queremos conectar al campesino con oportunidades y alternativas de desarrollo sostenible. Concienciarlo de la riqueza de su entorno. Por eso también hay estudios científicos de la botánica, animales, peces, aves...»
Como estrategia de turismo de naturaleza de carácter comunitario, el Jardín Botánico de La Macarena no sólo es escenario de visita y formación ambiental, sino que también presta servicios turísticos. Si bien la visita al Jardín Botánico de La Macarena se permanente a lo largo del año, este es uno de los lugares que ha sido propuesto en el municipio como alternativa recreativa durante los meses de verano que Caño Cristales —la principal atracción de la región— se encuentra cerrado.

## Flora

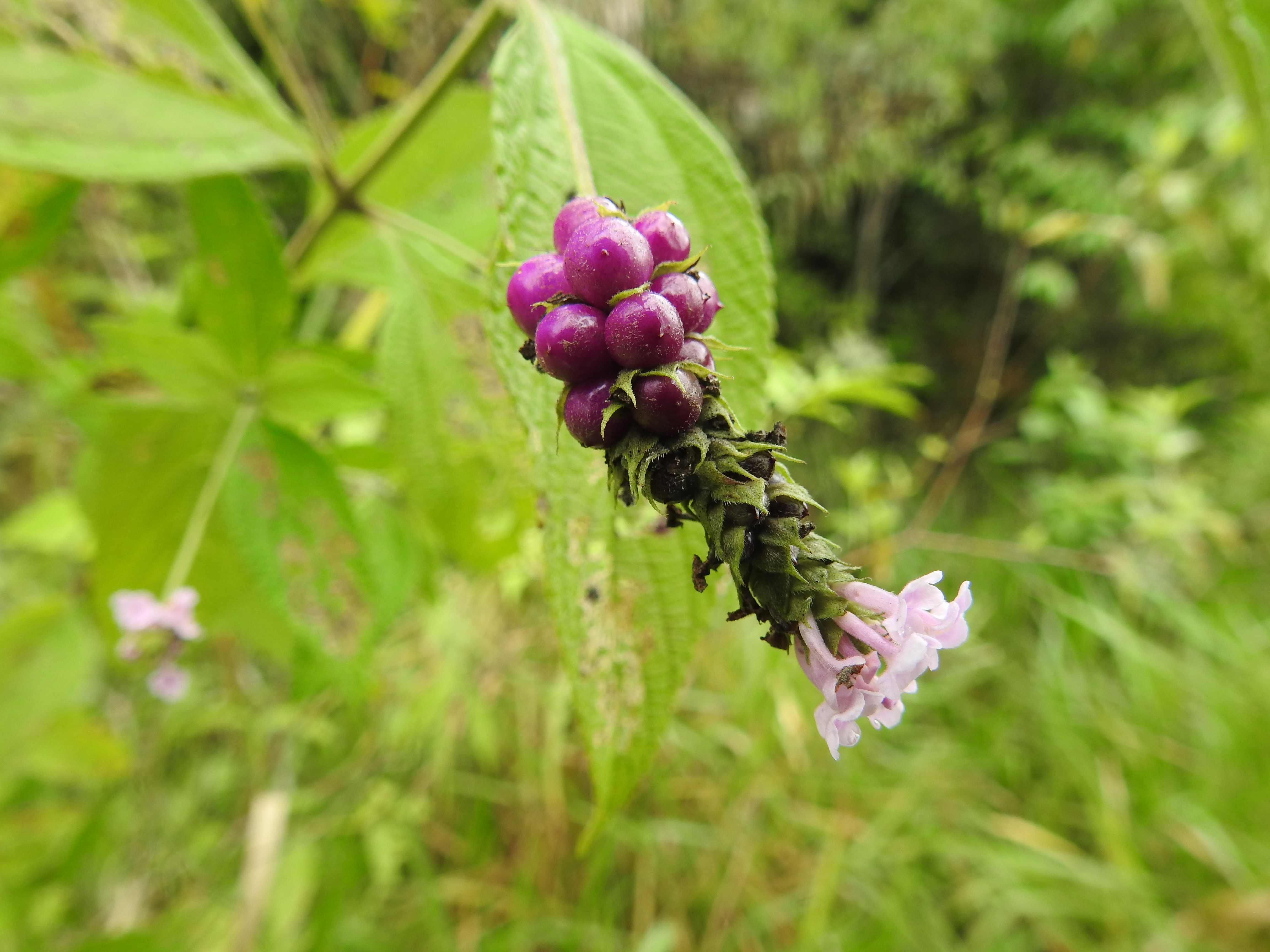
Flores y semillas de Lantana trifolia en el Jardín Botánico de La Macarena.

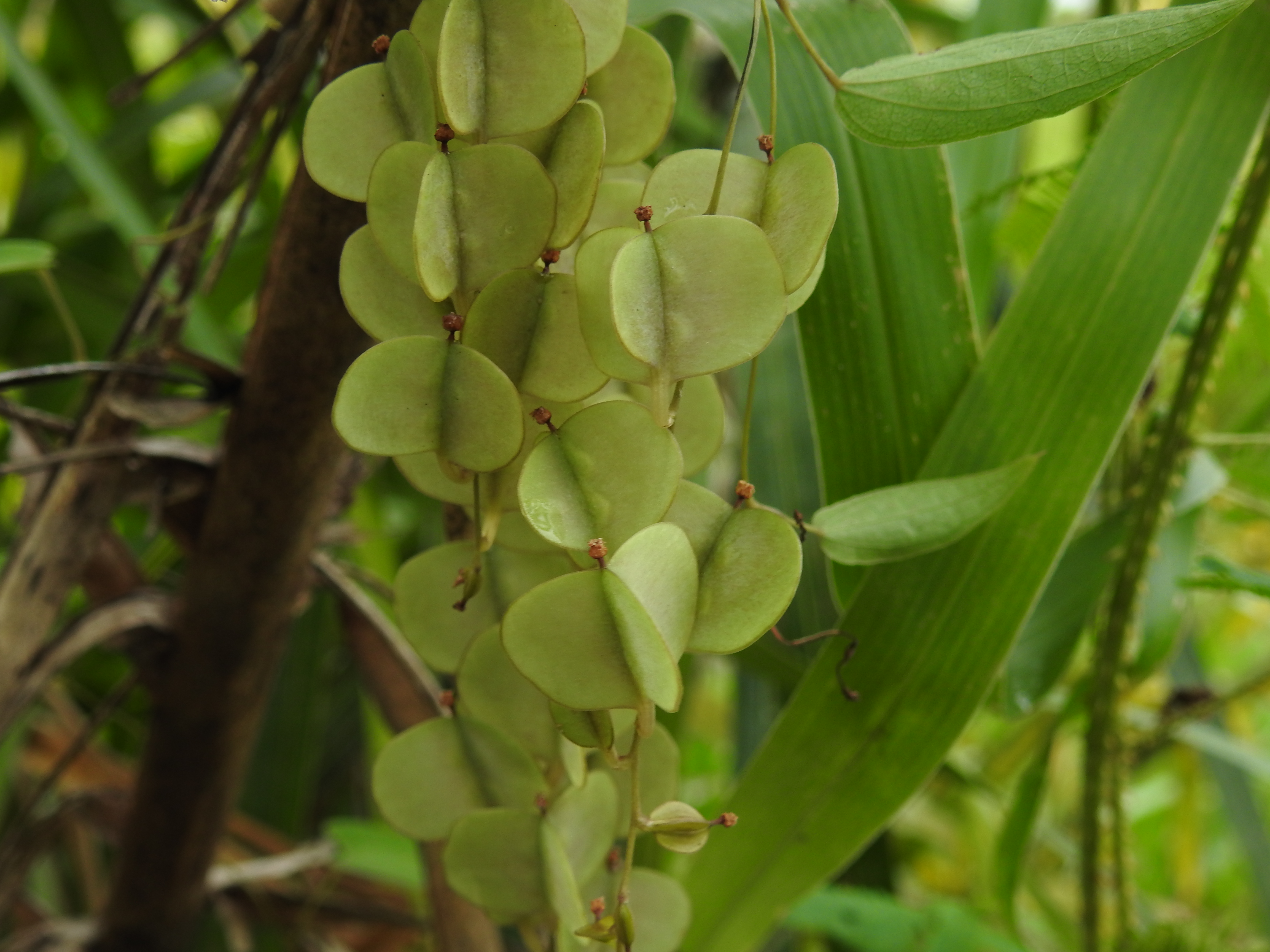
Semillas de Dioscorea sp. en el Jardín Botánico de La Macarena.

El bosque asociado al Caño Morrocoy da forma a franjas continuas gracias a que las copas de los árboles se unen y solapan, presenta una estructura compuesta por diferentes estratos; los elementos florísticos más sobresalientes alcanzan alturas de hasta más de 40 m destacándose el Maraco, Higuerón, Palma de Moriche, Palma Milpecilla, Camoruco, Guarataro, Matapalo y bejucos entre otras. El sotobosque incluye especies de flora de menor porte especialmente de la familia Melastomatacea, así como bromelias, orquídeas, bejucos y lianas.

## Listado de Flora

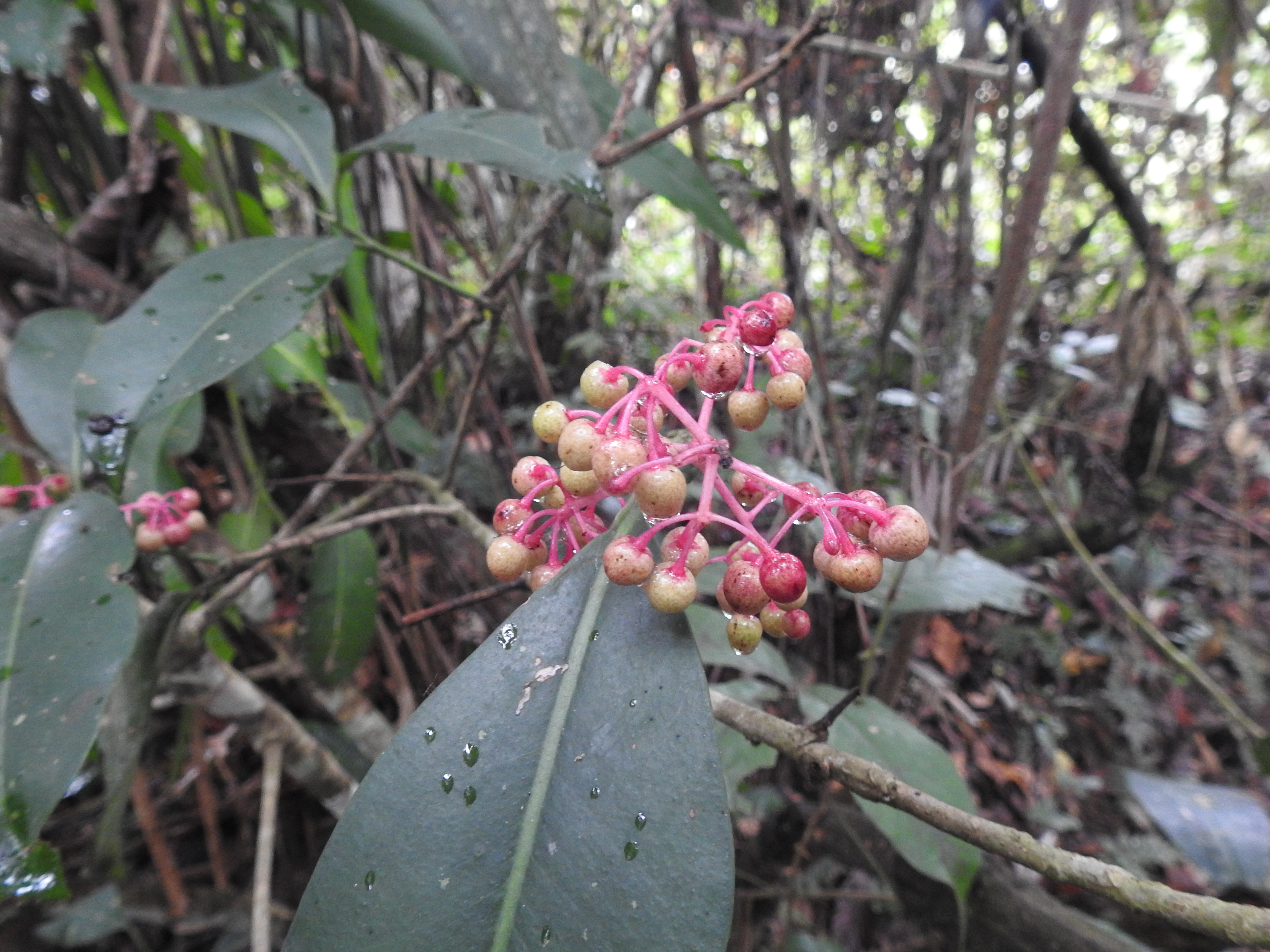
Frutas de Stylogyne turbacensis, Jardín Botánico de La Macarena.

En septiembre de 2018 fue finalizado un ejercicio de registro botánico en el Jardín, realizado por Francisco Castro Lima y Mariana Medrano. Hasta el momento (2020) hay 1100 especies de flora nativa listadas. Es decir que más de 4 % de la biodiversidad vegetal colombiana y acerca de 0,4 % de la biodiversidad vegatal mundial conocida se encuentra en el Jardín. 

## Fauna
En general, la fauna que se distribuye en la zona exhibe elementos típicos de la región de los llanos orientales y de las selvas orinoquenses al estar en la zona de transición entre la Orinoquía y la Amazonía colombiana. Dentro de las especies que se reportan se incluyen algunas muy características y de fácil reconocimiento como venado cola blanca (Odocoileus virginianus), boruga o lapa (Cuniculus paca), cachicamo (Dasypus novemcinctus), mono araguato o aullador (Allouata seniculus), mono capuchino (Cebus apella), tití de collar (Callicebus cf torquatus), ardita o ardilla (Sciurus sp. ), mono ardilla (Saimiri sciureus), rana platanera (Hypsiboas crepitans), sapo común (Rhinella marina); no obstante los inventarios para la zona son limitados. Durante la visita se identificaron diversas especies de aves como: Columbina talpacoti, Patagioenas cayenensis, Ara severus, Aratinga pertinax, Crotophaga ani, Momotus momota, Ramphastus tucanus, Milvago chimachima, Tyrannus melancholicus entre otras.